# لويس أورجاز يولدي
لويس أورغاز يولدي (فيتوريا، 28 مايو 1881 - مدريد، 31 يناير 1946) هو عسكري إسباني، ورئيس هيئة الأركان العامة. نفته حكومة مانويل أثانيا إلى جزر الكناري حيث قاد انتفاضته. كان رئيسًا لشعبة مدريد المسلحة ومؤسس أكاديميات الضباط المؤقتين خلال الحرب الأهلية الإسبانية. تآمر في عدة مناسبات ضد الجمهورية الثانية، وبعد ذلك ضد الجنرال فرانكو لصالح خوان دي بوربون.
ومع ذلك، تم تعيينه ممثلا في كورتيس الإسبانية خلال السلطة التشريعية الأولى في فترة فرانكو.

## الجمهورية الثانية
بمجرد إعلان الجمهورية الثانية في أبريل 1931، حتى شارك لويس أورجاز في اجتماعات التآمر الأولى ضد النظام الجديد. فقام بإنشاء مكتب تعويض رواتب الضباط الذين تضرروا من مراسيم أثانيا، ليجذبهم إلى هذه أنشطته التخريبية. كان هدف أورجاز هو القيام بانقلاب سريع، ولذلك التقى بشخصيات من اليمين المحافظ والكاثوليكي بهدف كسب الدعم. حتى أنه التقى في أغسطس مع خوسيه أنطونيو أغيري زعيم حزب PNV، الذي وصف الجنرال بأنه «رئيس حركة تستعد للإطاحة بعنف بالحكومة المؤقتة». علم الرئيس أثانيا بنفسه عن شائعات عن انقلاب ملكي وشيك تورط فيه فاريلا وأورجاز وفرانكو. ردا على ذلك ألقي القبض أخيرا على لويس أورجاز حيث حبس في جزر الكناري في 16 سبتمبر، جنبا إلى جنب مع جنود آخرين متورطين. وفي العام التالي تم نفيه إلى جزر الكناري مرة أخرى لتورطه في انتفاضة سانخورخو في أغسطس 1932.

## الانقلاب

### المؤامرة
في 8 مارس 1936 عشية نقله إلى جزر الكناري شارك الجنرال فرانكو في الاجتماع الذي عقد في مدريد، ومعه إميليو مولا ولويس أورجاز رافائيل فيليجاس وخواكين فانخول وأنخل رودريغيز ديل باريو وأندريس ساليكيت وخوسيه إنريكي فاريلا. تمت مناقشة بأن يكون الانقلاب العسكري أمرًا ضروريًا، مما يشير إلى أن سانخورخو هو الرئيس الأنسب. وحسب لويس سواريز فرنانديز تجنب فرانكو ابراز نفسه، على الرغم من أنه اتفق مع الآخرين على نقطتين:بأن حل الحرس المدني والاستبدال الجماعي لضباط الجيش سيكون إشارة على أن الديكتاتورية الماركسية ستمضي في إسبانيا.
ووفقا لريكاردو دي لا سييرفا، فإن المحضر الذي أعده غونزاليس كاراسكو لخص ما تمت مناقشته في الاجتماع، حيث كان سكرتيرًا للمقدم فالنتين فالين غالارزا مورانتي، واتفقوا على تشكيل مجلس يتكون من الجنرالات المشاركين والمقيمين في مدريد.
حدد موعدًا للإعلان في 20 أبريل 1936، ولكن لم تتحرك في ذلك اليوم أي وحدة، لأن الحكومة اكتشفت ما يكفي لحجز الجنرال فاريلا في قلعة قادس في سانتا كاتالينا وحصر الجنرال أورجاز في جزر الكناري، حيث اتصل على الفور بالجنرال فرانكو، الذي كان دائم التردد حول انضمامه للانقلاب.

### إعلان التمرد
في 16 يوليو 1936 فصل يولدي عن الخدمة ونفي في جزر الكناري، أرسل مع الجنرال فرانكو في سانتا كروز دي تينيريف عندما كان يبحث عن طريقة للانتقال إلى لاس بالماس. ووجد العذر في وفاة الحاكم العسكري الجنرال أمادو بالميس ليذهب إلى لاس بالماس حيث تقام الجنازة. وقبل الرابعة من صباح 18 يوليو 1936 أيقظ الضباط المتمردون الجنرال فرانكو بأخبار الانقلاب في مليلية. فغادر فرانكو على الفور إلى القيادة ومعه الجنرال أورغاز، الذي أمر قواته باحتلال المباني والأهداف المخططة.
إن حرس القيادة والمفارز التي رتبها أورغاز هي لصد المتظاهرين وتأسيس مهام المتمردين. فنقل الجنرال فرانكو قيادة الانتفاضة في جزر الكناري إلى أورغاز. وبمجرد وصوله إلى تطوان، أمر فرانكو أورغاز بأن يستولي على طائرة لوفتهانزا وصلت للتو إلى جزر الكناري وأن تقله إلى المغرب. وفي 31 يوليو تمكن من الوصول إلى القوات المتمردة في قرطبة.
وفي يوم 5 أغسطس، رافق يولدي فرانكو إلى مركز القيادة الموجود في حصن هاشو، وتوجيه قافلة النصر من سبتة إلى الجزيرة الخضراء. وقد عُين مفوضا ساميا لإسبانيا في المغرب من جانب المتمردين، وكانت مهمته تجنيد وإيفاد القوات المغربية إلى شبه الجزيرة بالتواطؤ مع زعماء القبائل المغاربة.

### اختيار فرانكو
تم تعيينه في 19 سبتمبر عضوًا في مجلس الدفاع الوطني الذي يتزعمه الجنرال كابانياس. في اجتماع يوم 28 سبتمبر في سالامانكا، أثار مجلس الدفاع الوطني الحاجة إلى إنشاء قيادة موحدة في حرب يساهم فيها العديد من الحلفاء. إلى جانب الجنرالات ألفريدو كيندلان وإميليو مولا، أخذ أورغاز المبادرة باقتراح إعطاء الجنرال فرانكو منصب القائد العام (بالإسبانية: Generalissimo جنرالسيمو)‏. وفقًا للويس سواريز فرنانديز، كان الدعم غير المشروط لكل من أورجاز وكيندلان مدفوعًا بالنظر إلى أن فرانكو هو الضمان لإعادة الملكية، ولم يكونوا مخطئين إلا في الوقت المناسب. ومع ذلك أراد أورجاز وكيندلان تعيينًا مؤقتًا. تقتصر على مدة الحرب. وذكر ريكاردو دي لا سييرفا أن الجنرال فرانكو اعترف له أنه لم تكن في نيته قيادة كاملة، ولكن إذا لم تعرض عليه فإنه سيرفض قيادة عسكرية حصرية.

### حرب أهلية
شارك كرئيس فرقة في معركة مدريد ولكنه فشل فشلاً ذريعاً في معركة خاراما وفي غوادالاخارا. وفي 6 يناير 1937 حل جنرال أورغاز محل خوسيه إنريكي فاريلا الذي أصيب في 25 ديسمبر 1936 - في خضم صراعات شديدة عند عبور طريق لاكورونيا.
في فبراير 1937، تجاوزت فرقة الدعم بقيادة أورغاز من مدريد الجناح الأيمن المقابل لدفاعات الجيش الشعبي في قطاع جارما وحاولت الوصول إلى أرجاندا ديل ري وألكالا دي إيناريس لقطع الاتصال مع بلنسية. ولكن الجنرال خوسي مياخا تمكن من إيقاف تلك القوات، التي سيطرت على الجبهة هناك حتى نهاية الحرب.
في سنة 1937 تم تعيينه مستشارًا وطنيًا ل FET و JONS، وقبل نهاية الحرب بفترة وجيزة عين رئيسًا لجيش الشرق [الإسبانية] حتى نهاية الحرب الأهلية.

### الأكاديميات المؤقتة
في نهاية مارس 1937 تم تعيينه مفتشًا للتعبئة والتعليم والإنعاش (MIR) بمهمة إعداد وتوجيه الضباط الجدد. كان أحد الإجراءات الأولى التي اتخذها هو إصلاح المدارس التي أنشأها مجلس الدفاع الوطني وتحويلها إلى أكاديميات راقية مؤقتة، لكل منها مدير عقيد مسؤول. ويعتبر أورجاز مبتكر الضابط المؤقت. في يونيو 1938 أعطاه الجنرال فرانكو لقب «الفارس الفخري» لسلاح المشاة، وهي وظيفة احتفظ بها بفخر حتى وفاته وكان الشارة دائمًا على اللباس العسكري.

## ما بعد الحرب
أضحى قائد كتالونيا العام في الفترة 1939 إلى 1941، حيث وقع على العديد من أحكام الإعدام في برشلونة للمحتجزين بأسباب مختلفة، بالإضافة إلى الجنود المخلصين للجمهورية والذين أعدموا في ساحة كامبو دي لا بوتا [الإسبانية].
في 8 نوفمبر 1942 تلقى الديكتاتور فرانكو رسالة من روزفلت بشأن عملية الشعلة، حيث هبط الحلفاء في المغرب فأمر أورجاز بالعودة إلى المحمية وإبقاء مرؤوسيه في حالة تأهب تحسبًا لرد فعل ألمانية محتملة. وفي 12 نوفمبر أصبح الجنرال ياغوي المنبوذ قائداً عسكريًا لمليلية ومندوبًا حكوميًا في تلك المنطقة. وفوقه كان المفوض السامي لويس أورجاز، لكن الأوامر كانت مباشرة من فرانكو. بعد الانزال الناجح للقوات الأمريكية في شمال إفريقيا، كان على الجنرال أورجاز مقابلة الجنرال الأمريكي جورج باتون.
وخلال تلك الفترة ضمت الجاليات اليهودية في طنجة وتطوان المئات من اليهود المجريين، بعد مخاطبتهم أورجاز في 22 مايو 1944، فسمح بدخول 500 طفل يتيم برفقة 70 بالغًا إلى طنجة. لقد أتوا من المجر بفضل إدارة أنخل سانز بريز.

### الانقلاب المضاد
عندما تولى فرانكو حكم إسبانيا، عين أورغاز مفوضًا إسبانيًا إلى المغرب والقائد العام للمغرب الإسباني حتى 1945. ومع ذلك ابتعد الاثنان عن بعضهما، وبنهاية 1941 كان أورغاز يناقش علانية إمكانية القيام بعمل عسكري ضد فرانكو، بعد أن أدرك أنه ليس لدى فرانكو نية إعادة الملكية. بحلول مارس 1942 انتشرت شائعات بأنه وكيندلان والجنرال أوجينيو إسبينوزا دي لوس مونتيروس على وشك الشروع بانقلاب ملكي. وصلت الأحداث إلى حد أنه في أغسطس 1943 أشار إلى بيدرو ساينز رودريغيز أنه مستعد لقيادة 100,000 رجل في تمرد مفتوح طالما أن الفصيل حول إنفانتي خوان كونت برشلونة الذي قاده ساينز يمكن أن يضمن الاعتراف من الحلفاء.
من غير المؤكد كم من الدعم الذي حصل عليه أورجاز بتخلى عن خططه للانقلاب وبدلاً من ذلك أخذ زمام المبادرة بإرسال عريضة عسكرية لفرانكو ممهرة بتوقيع الجنرالات ساليكيت وفاريلا وبونتي وخوسي موناستريو وكنديلان يوم 8 سبتمبر 1943، تدعوه إلى عودة الملكية، وقدمها الجنرال خوسيه إنريكي فاريلا في 13 سبتمبر 1943. وقد أشارت الوثيقة إلى أن الملكية هي الوسيلة الوحيدة لمنع عودة الجبهة الشعبية. اعتبر فرانكو هذه الرسالة هو عمل بسيط من عدم الانضباط إلا أنه قبله بقي صامتًا. وقد تأثر تغيير موقفه بشكل كبير أيضًا بإشارة فرانكو إليه بأن لديه ملفًا يفصل عددًا من الصفقات الفاسدة التي توسط فيها أورغاز في شمال إفريقيا، وهي أمور قد تدمره بالكامل. فأورجاز الذي كان يحلم قبل عدة أسابيع بالثورة على رأس مائة ألف رجل، الآن - 26 سبتمبر - يرى أنه من الصعب ذلك، حيث أن الجنرالات الشباب وضباط القادة هم مع فرانكو. وقد لقبه خوسيه ماريا جيل روبليس ب«الرجل الفقير».
وفي عيد الفصح العسكري [الإسبانية] يوم 6 يناير 1944، حصل فرانكو على الصولجان وكتاب بتوقيع جميع الجنرالات والقادة، بما في ذلك أولئك الذين وقعوا على البيان السابق.
في منتصف نوفمبر 1944، أعلن المعارضون الجمهوريون والملكيون رفضهم للشيوعية وموافقتهم على دمج الاشتراكيين. يتضمن البرنامج إقناع الحلفاء بأن الانتصار على الفاشية لن يكتمل حتى اسقاط فرانكو. وجهز الجنرال أراندا حكومة مؤقتة تفتخر بدعم أورجاز.
ووفقاً للوزير السابق لوريانو لوبيز رودو فإن كونت برشلونة كان متأكدا من أن أورغاز وأراندا وكيندلان يعدون انقلابا يتغاضى عنه الحلفاء في إسبانيا. وربما كان فرانكو يشعر أن هناك هجوما عاما عليه وعلى نظامه قد يندلع في الربيع، لذلك قام بتغيير كوادره العسكرية في أوائل ومنتصف مارس 1945، والتي على الأقل ليست لديها مشاكل منذ عيد الفصح السابق. وعين لويس أورغاز بمنصب نائب رئيس القيادة العليا للدفاع [الإنجليزية]، والتي قيادتها العليا بيد الجنرال دافيلا. في صيف عام 1945 أقنع مستشاروا خوان دي بوربون بضرورة الخروج من محبسه السويسري والاستقرار في إستوريل كمقدمة لاستلامه العرش. ومناقشة مسودة الوثيقة، وتكليف اللواء أورجاز بالتشاور مع الرؤساء العامين حولها. ومن الواضح أن الكونت كان يريد أولا انقلابا عسكريا. لكن فرانكو الذي راقب تلك المؤامرة الملكية، رد عليها بتعيين أورجاز رئيسًا لهيئة القيادة العليا للدفاع. ولمواجهة تردد خصومه أوقف فرانكو كيندلان من منصبه مديرا لمدرسة الجيش العليا. وفقا لباول برستون كان أورغاز ملكيا ألفونسينيا حازما. ولكن مثل جميع أعضاء مجموعته، لم يرغب أي منهم في إنهاء نظام فرانكو، بل لتقليل القوة الفالانخي فيه، وأن إسبانيا رسميًا حتى لو كان ذلك نظريًا فسوف يتم إعلان ملكيتها قريبا.
إلا أن في أيامه الأخيرة انسحب أورجاز الذي تآمر ضد فرانكو عدة مرات، من المؤامرة بأكملها. وتعلل في رسائله الأخيرة بالتعب وأنه مثبط وخالي من الأمل. وتوفي في مدريد يوم 31 يناير 1946.